# Jacob Pepper
Jacob Pepper (New Lambton Heights, 8 maggio 1992) è un calciatore australiano, centrocampista dell'Edgeworth Eagles.

## Carriera

### Club
Ha giocato nella massima serie dei campionati australiano ed indonesiano.